# Peter W. Gray
Peter W. Gray (* 12. Dezember 1819 in Fredericksburg, Virginia; 3. Oktober 1874 in Houston, Texas) war ein US-amerikanischer Jurist und Politiker.

## Werdegang
Peter W. Gray, Sohn von Milly Richards Stone und William Fairfax Gray (1787–1841), wurde ungefähr viereinhalb Jahre nach dem Ende des Britisch-Amerikanischen Krieges in der unabhängigen Stadt Fredericksburg geboren. Während der Wirtschaftskrise zog die Familie 1838 nach Texas und ließ sich in Houston nieder. Peter W. Gray studierte dort bei seinem Vater Jura und praktizierte nach dem Erhalt seiner Zulassung als Anwalt. Nach dem Tod seines Vaters wurde er am 24. April 1841 zum Bezirksstaatsanwalt von Houston ernannt – ein Posten, den er bis 1845 innehatte, als Texas ein Staat wurde. 1846 wurde er in das erste Repräsentantenhaus von Texas gewählt. Im selben Jahr brach der Mexikanisch-Amerikanische Krieg aus. 1848 gründete er das Houston Lyceum, welches später die Houston Public Library wurde. Er saß 1854 im Senat von Texas. Zwischen 1856 und 1861 war er Richter am State District Court. Er nahm 1861 als Delegierter an der Sezessionsversammlung von Texas teil, wo er für die Sezession seines Staates stimmte. Im November 1861 wurde er für den dritten Wahlbezirk von Texas in den ersten Konföderiertenkongress gewählt, wo er vom 18. Februar 1862 bis zum 17. Februar 1864 tätig war. Nach dem Ende des Bürgerkrieges nahm er in Houston seine Tätigkeit als Anwalt in seiner Kanzlei Gray, Botts & Baker wieder auf. Als er 1874 zum beisitzenden Richter am Texas Supreme Court ernannt wurde, gab er seine Kanzlei auf. Nach wenigen Monaten im Amt musste er aber wegen seines schlechten Gesundheitszustandes zurücktreten. Gray verstarb in seinem Haus in Houston an den Folgen von Tuberkulose und wurde dann auf dem Glenwood Cemetery in Houston beigesetzt. Er war ein aktiver Episkopaler und ein Freimaurer.

## Ehrungen
Das Gray County in Texas wurde nach ihm zu Ehren benannt.